# Kapelle Maria Immaculata Acletta

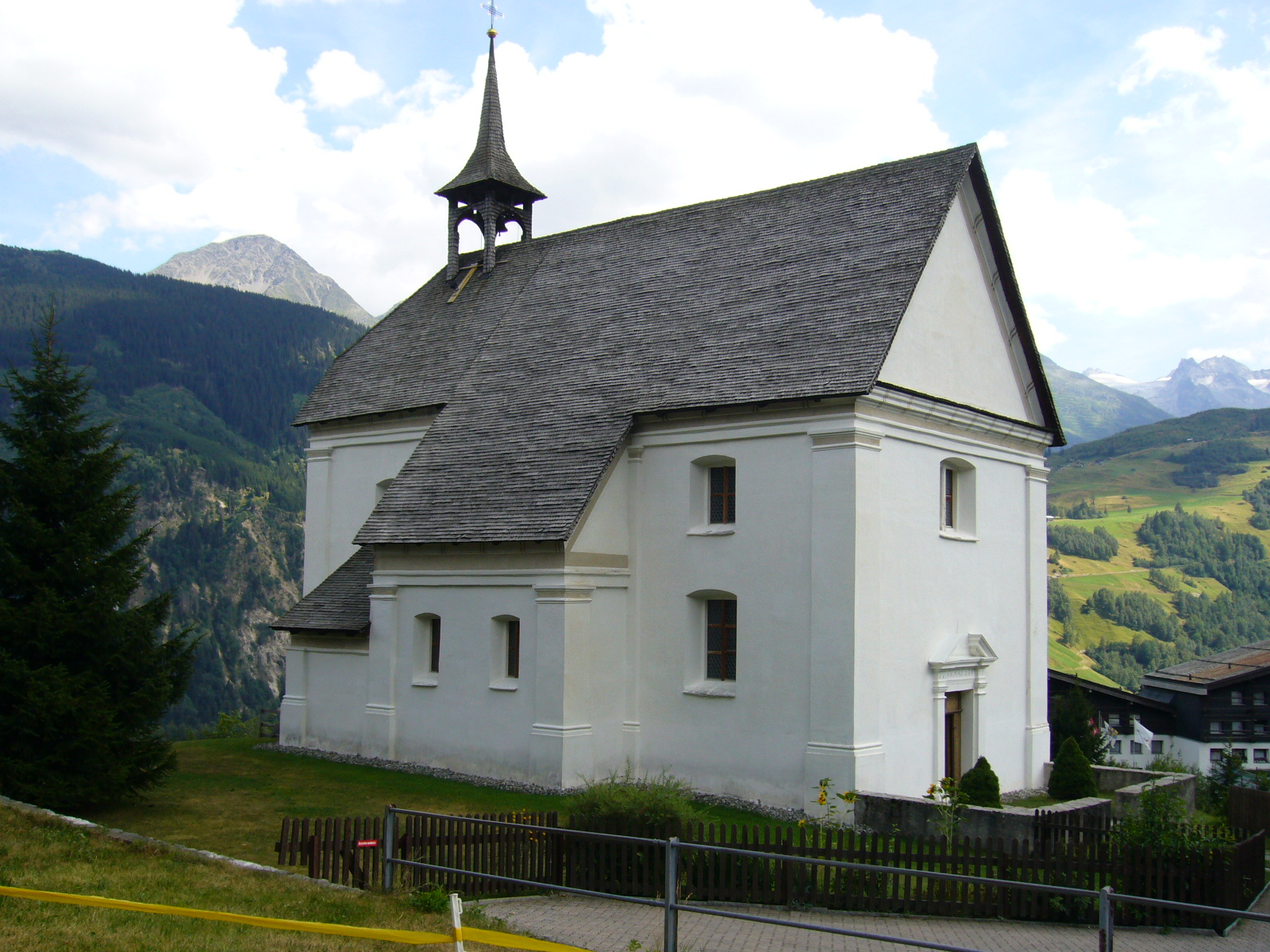
Kapelle Maria Immaculata Acletta (Aufnahme 2008)

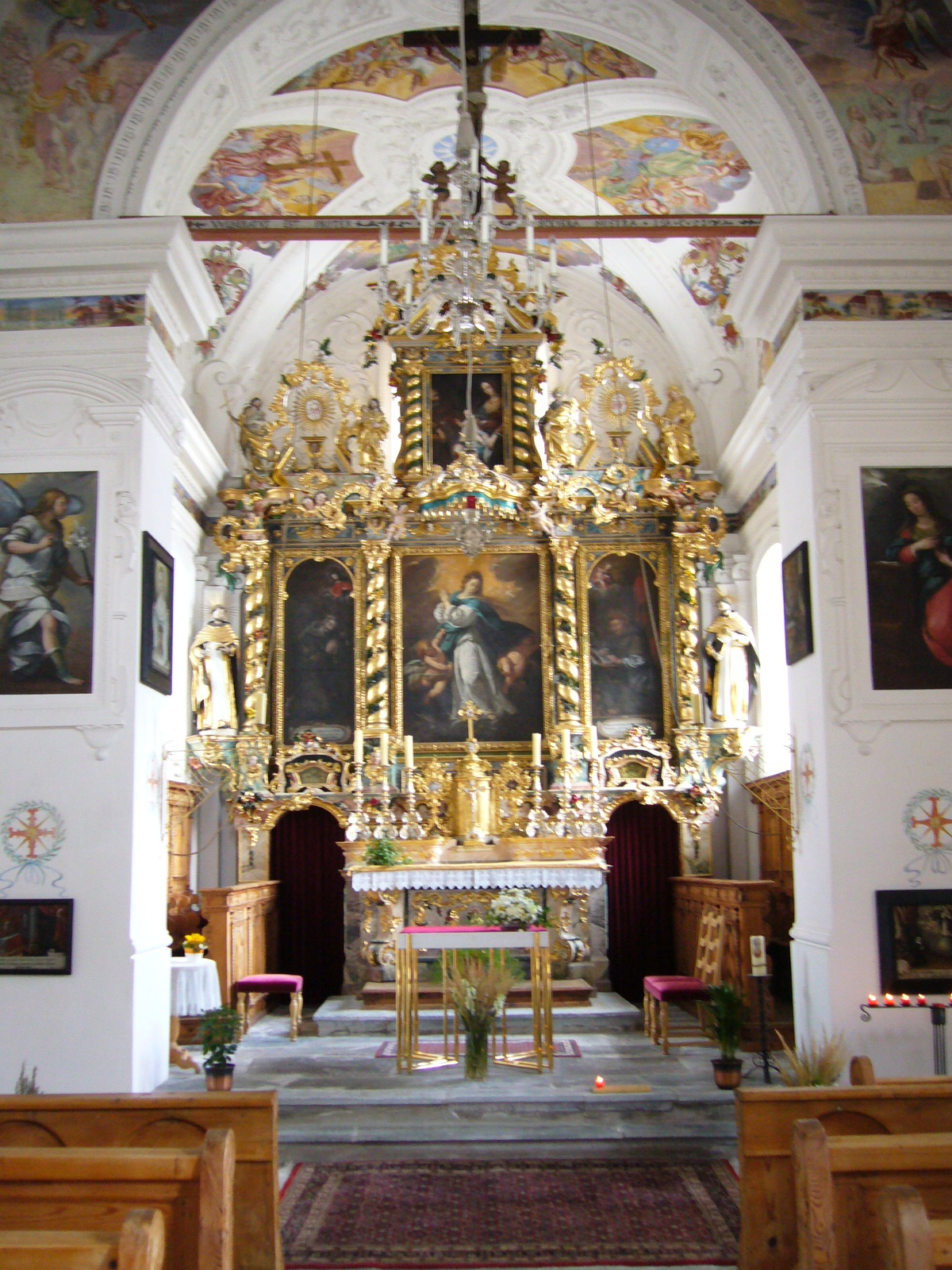
Kapelle Maria Immaculata Acletta (Innenaufnahme 2006)

Die Kapelle Maria Immaculata Acletta (rätoromanisch Chaplutta Sontga Maria) ist ein römisch-katholisches Kirchengebäude im Weiler Acletta in der Gemeinde Disentis/Mustér im Kanton Graubünden. 
Die Kapelle befindet circa 2 km oberhalb von Disentis/Mustér. Acletta liegt auf etwa 1291 m ü. M. und ist Teil der politischen Gemeinde Disentis/Mustér. Die Kapelle ist täglich geöffnet, ist ein Ziel für Wanderer und eignet sich für Andachten und kulturelle Besichtigungen (nach Abstimmung mit dem örtlichen Pfarramt). Die Orgel ist ein seltenes Beispiel originaler regionaler Orgelbaukunst mit besonderen mechanischen Merkmalen (verkürztes Manual, repetitives Pedal).
Seit 2017 ist das Bauwerk als Kulturgut von nationaler Bedeutung klassifiziert (KGS-Nr. 02985).

## Geschichte
Eine erste Erwähnung liegt vor 1643, als die bischöfliche Visitationsreise die Weihe einer älteren Kapelle Unserer Lieben Frau zu Acletta dokumentierte. 1635 fand vermutlich ein Neubau statt, wie die kleinere Glocke und archaische Bildnisse belegen. In den Jahren 1670 bis 1672 wurde die Kapelle neu und vergrössert errichtet; die Weihe durch Bischof Ulrich VI. de Mont erfolgte am 12. Juli 1672 als Mariä-Empfängnis-Kirche.

## Architektur
- Bauform: Kreuzförmig wahrgenommene Anlage nach Osten ausgerichtet, mit geradem Chorabschluss und Mittelkapellen, jedoch ohne echtes Querschiff.[1]
- Aussen: Rechteckiger Baukörper mit Dachreiter über dem Chor, achteckigem Spitzhelm, giebelständiger Westfront mit Portaltüren von 1670.[1]
- Innenraum: Stichbogige Fenster, Stuckpilaster mit ionisierenden Kapitellen, Deckenfriese mit biblischen Szenen in volkstümlich-naiver Ausführung.[1]

## Ausstattung
- Hochaltar (1672): Stuckaufbau mit marmormascher Fassade, mittleres Altarbild „Heilige Familie“ von 1657, seitlich Fabelwesen im Rokokostil (1760–1770).[1]
- Seitenaltäre: Rückwände mit Stuckaufsätzen aus der Bauzeit. Linke Kapelle: Anna und Joachim, rechte Kapelle: Marien-Heimsuchung.[2]
- Kanzel: Rund mit gebauchtem Fuss, farbig marmoriert, reich verziert mit Rocaillen.[2]
- Orgel: 1826 von Anton Sacchi aus Acletta erbaut (ursprünglich 6 Register, später umgebaut und ergänzt); verkürztes Manual, repetitives Pedal.[2][1]
- Glocken: Zwei handgeläutete Glocken im Dachreiter.[2]

## Kunst und Fresken
- Altarbild: Meisterwerk des Mailänder Malers Carlo Francesco Nuvolone (auch Panfilo) aus dem Jahr 1655, ursprünglich für eine andere Kirche geschaffen und 1672 nach Acletta überführt.[2]
- Deckenfresken: Im Schiff biblische Erzählbilder (Erzählband); im Chor Darstellung der Heiligen Dreifaltigkeit mit Christus.[2]
- Engel: Figürliche Darstellung von vier musizierenden Engeln in den Chorbögen der Seitenkapellen.[3]